# Dia de Yitzhak Rabin
O Dia Memorial de Yitzhak Rabin (em hebraico: יום הזיכרון ליצחק רבין) é um dia de lembrança israelense observado anualmente no décimo segundo dia do mês hebraico de Cheshvan, para homenagear a vida do líder sionista e primeiro-ministro israelense e ministro da Defesa, Yitzhak Rabin, e para relembrar seu assassinato.

## História
O Dia Memorial de Yitzhak Rabin foi criado pelo Knesset israelense como parte da Lei da Memória de Yitzhak Rabin, aprovada em 1997, dois anos após seu assassinato. De acordo com a lei, o Dia Memorial será realizado anualmente no décimo segundo dia de Cheshvan, dia do assassinato de Yitzhak Rabin no calendário hebraico.

## Eventos
Este dia nacional de lembrança é observado por todas as instituições estatais, por todas as bases militares das Forças de Defesa de Israel e por todas as escolas de Israel. A bandeira nacional é baixada a meio mastro e um serviço memorial é realizado em seu túmulo no Monte Herzl.
Por lei, as escolas devem observar este dia comemorando o trabalho de Yitzhak Rabin e através de atividades que destaquem a importância da democracia em Israel e o perigo que a violência representa para a sociedade e para o país.
Se a data cair na sexta-feira ou no sábado, o dia da memória será realizado na quinta-feira anterior.

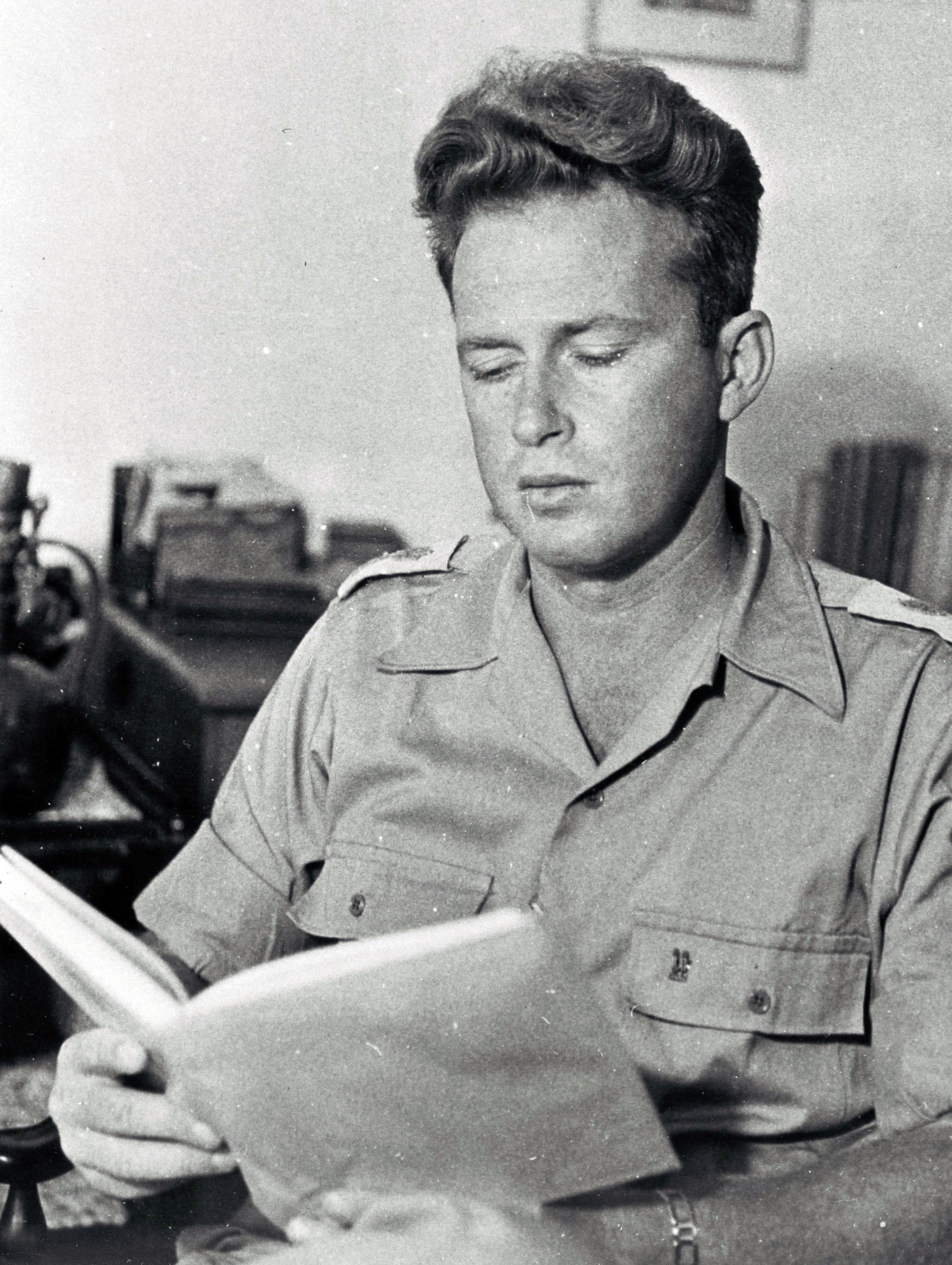
Yitzhak Rabin como Sgan Aluf